# Pasmo Wysokiego
Pasmo Wysokiego – pasmo górskie w południowo-zachodniej części pogórza przemyskiego, najwyższym szczytem jest góra Na Wysokim (586 m n.p.m.).  Według niektórych podziałów regionalizacyjnych pasmo zaliczane jest do Gór Sanocko-Turczańskich.

## Topografia
Pasmo ciągnie się w linii prostej w kierunku płn.-zach. – płd.-wsch., na północy poprzez Przełęcz Brzezawską (485 m n.p.m.) łączy się łagodnie z Pasmem Krztowa. Na wschodzie przez Przełęcz Kuźmińską (487 m n.p.m.) z Pasmem Bziany. Na południu poprzez przełom Berezki z pasmem Chwaniów Gór Sanocko-Turczańskich, na zachodzie z małym bezimiennym pasmem tychże gór, a także częściowo z przełomem Sanu.

## Opis
Pasmo jest niemal w całości zalesione. Inne szczyty to: Gródek (585 m n.p.m.), Kiczora (563 m n.p.m.).

## Szlaki turystyczne
Szlak Ikon doliny Sanu